# Kommunpartiet i Mölndal
Kommunpartiet i Mölndal (KiM / KpMö) var ett lokalt politiskt parti i Mölndals kommun. Partiet bildades 2006, då Sveriges Pensionärers Intressepartis lokala partiorganisation bröt med moderpartiet. I valet 2006 erhöll partiet 740 röster, vilket motsvarade 2,07 procent. Därmed vann man representation i Mölndals kommunfullmäktige med ett mandat. Partiet ställde inte upp i kommunfullmäktigevalet 2010.

## Valresultat
| År   | Röster | %    | Mandat |
| ---- | ------ | ---- | ------ |
| 2006 | 740    | 2,07 | 1 / 61 |